# Turnê Show das Poderosas
Turnê Show das Poderosas foi a primeira turnê da cantora brasileira Anitta. A turnê iniciou-se em 6 de junho de 2013, no Rio de Janeiro Capital, Brasil. A estreia da primeira turnê contou com ingressos vendidos a R$10 e levou cerca de seis mil pessoas na Barra da Tijuca, no Rio, tendo ainda o restante dos shows realizado grande parte em boates e festas temáticas.

## Antecedentes
Em 2010, Anitta foi convidada pelo então produtor da gravadora independente Furacão 2000, Renato Azevedo (conhecido como "Batutinha"), para realizar alguns testes após ele ter visto conhecer um de seus vídeos. Após ser aprovada, ela assinou com a Furacão 2000. Em entrevista, o produtor disse que se impressionou com sua voz e performance no palco, no estilo stiletto, que consiste na dança com salto alto. Com a ajuda do produtor Batutinha, ela decidiu colocar mais um "t" no nome. No final daquele ano, a cantora lançou sua primeira canção nas rádios do Rio de Janeiro, o single promocional "Eu Vou Ficar", que acabou entrando no DVD Armagedom lançado pela Furacão. Um ano depois, a música "Fica Só Olhando" foi apresentada na segunda versão do DVD. Em janeiro de 2013, o sucesso de "Meiga e Abusada" no Rio de Janeiro, que  entrou no top dez das músicas pedidas das rádios brasileiras, rendeu-lhe um contrato com a gravadora Warner Music.
Em maio do mesmo ano a canção foi incluída na trilha sonora da telenovela Amor à Vida da Rede Globo. O videoclipe da canção foi gravado em Las Vegas, Estados Unidos, e dirigido pelo norte-americano Blake Farber. Naquele ano foram lançados dois EPs. No início de 2013, a cantora disse ter popularizado a coreografia "quadradinho". Apesar de ela dizer tê-la criado, contesta-se tal afirmação, uma vez que a origem da coreografia é, muitas vezes, atribuída à artista americana Beyoncé. O videoclipe da canção de trabalho "Show das Poderosas" teve grande repercussão na mídia no mês de maio, tornando-se o vídeo mais visto no YouTube Brasil e ultrapassando 10 milhões de visualizações naquele mês. Além disso, contribuiu para que a música permanecesse por semanas no topo das mais vendidas na loja digital iTunes Brasil, e ainda tornando-se a terceira canção mais executada nas rádios do país no ano de 2013.
O primeiro álbum de estúdio, intitulado Anitta, foi lançado em 6 de junho de 2013. Mesmo com contrato com a gravadora Warner Music a sua antiga gravadora lançou o EP homônimo à cantora, em agosto de 2013, com quatro faixas também contidas no álbum de estreia da cantora. Nesta época o cachê da cantora foi avaliado em 60 mil reais, por apresentação.

## Repertório
1. "Show das Poderosas"
2. "Proposta"
3. "Cachorro Eu Tenho Em Casa"
4. "Eu Vou Ficar"
5. Medley: "I Kissed a Girl" (cover de Katy Perry) / "Get Lucky" (cover de Daft Punk)
6. "Achei"
7. "Príncipe de Vento"
8. Medley: "Baba" (cover de Kelly Key) / "Adultério"(cover de Mr. Catra) / "Tô Nem Aí" (cover de Luka)
9. Medley: "Toda Forma de Amor"(cover de Lulu Santos) / "Descobridor dos Sete Mares" (cover de Tim Maia) / "Não Quero Dinheiro" (cover de Tim Maia)
10. "Meiga e Abusada"
11. "Fica Só Olhando"
12. "Tá na Mira"
13. Interlude: "Run the World (Girls)" (Contém trechos de "Show das Poderosas)"
14. Medley: "Um Anjo do Céu" (cover de Natiruts) / "Me Namora" (cover de Edu Ribeiro) / "Som do Coração" / "Quando Você Passa (Turuturu)" (cover de Sandy & Junior)
15. "Zen"
16. Medley Axé: "Taj Mahal" (cover de Jorge Ben Jor) / "Céu da Boca" (cover de Ivete Sangalo) / "Beijar na Boca" (cover de Claudia Leitte) / "Anna Júlia" (cover de Los Hermanos)
17. "Não Para"
18. "Pretin" (cover de Flora Matos)
19. "Eu Sou Assim"
20. Medley Funk": "Pumba la Bumba" (cover de MC Magrinho) / "Fala Mal de Mim" (cover de Ludmilla) / "Ai Caralho Que Mina Maluca" (cover de MC Magrinho) / "Novinha Safadinha " (cover de MC Tarapi) / "Fama de Putona"(cover de Tati Quebra-Barraco) / "Senta Essa Bunda No Chão" (cover de Gibi) / "Ela É Top" (cover de MC Bola) / "Hoje Eu Quero Trair" (cover de Mr. Jamaica) / "Eu Adoro, Eu Me Amarro" (cover de Nego do Borel) / "Onde Come Um Come Dois" (cover de MC Fernandinho)
21. "Menina Má"
22. "Não Para" (Reprise)
23. "Show das Poderosas" (Reprise)

## Datas

### 1º Parte
| Data                    | Cidade                      | Estado              | País           | Local                                              |
| ----------------------- | --------------------------- | ------------------- | -------------- | -------------------------------------------------- |
| América do Sul          |                             |                     |                |                                                    |
| 6 de Junho de 2013      | Rio de Janeiro              | Rio de Janeiro      | Brasil         | Barra Music                                        |
| 7 de Junho de 2013      | Brasília                    | Distrito Federal    | Brasil         | ASFUB                                              |
| 7 de Junho de 2013      | Brasília                    | Distrito Federal    | Brasil         | VIctora Haus                                       |
| 8 de Junho de 2013      | Itaipava                    | Rio de Janeiro      | Brasil         | Nix Club                                           |
| 8 de Junho de 2013      | Vassouras                   | Rio de Janeiro      | Brasil         | Chocheiras Hall                                    |
| 12 de Junho de 2013     | Duque de Caxias             | Rio de Janeiro      | Brasil         | Invicta                                            |
| 14 de Junho de 2013     | Niterói                     | Rio de Janeiro      | Brasil         | Bar do Meio                                        |
| 14 de Junho de 2013     | Niterói                     | Rio de Janeiro      | Brasil         | Festa Fechada                                      |
| 15 de Junho de 2013     | Rio de Janeiro              | Rio de Janeiro      | Brasil         | Jacarepaguá Tênis Clube                            |
| 15 de Junho de 2013     | Rio de Janeiro              | Rio de Janeiro      | Brasil         | Rio Samba                                          |
| 16 de Junho de 2013     | Santos                      | São Paulo           | Brasil         | Fantastic Choppeira                                |
| 19 de Junho de 2013     | São Paulo                   | São Paulo           | Brasil         | Vale do Anhangabaú (Copa das Confederações)        |
| 19 de Junho de 2013     | São Paulo                   | São Paulo           | Brasil         | Vila Olímpia (Festa Ginga)                         |
| 21 de Junho de 2013     | Rio de Janeiro              | Rio de Janeiro      | Brasil         | Rio Samba                                          |
| 23 de Junho de 2013     | Macaé                       | Rio de Janeiro      | Brasil         | Quenzas Hall                                       |
| 28 de Junho de 2013     | Rio de Janeiro              | Rio de Janeiro      | Brasil         | Gres Acadêmicos do Salgueiro                       |
| 29 de junho de 2013     | Rio de Janeiro              | Rio de Janeiro      | Brasil         | Sítio Moa                                          |
| 29 de junho de 2013     | Rio de Janeiro              | Rio de Janeiro      | Brasil         | Casa do Marinheiro                                 |
| 29 de junho de 2013     | Rio de Janeiro              | Rio de Janeiro      | Brasil         | Estação Rio Globo                                  |
| 30 de Junho de 2013     | Belém                       | Pará                | Brasil         | Element Club                                       |
| 1º de Julho de 2013     | Salvador                    | Bahia               | Brasil         | Barra Hall                                         |
| 4 de Julho de 2013      | Campos dos Goytacazes       | Rio de Janeiro      | Brasil         | Fundação Rural de Campos                           |
| 5 de Julho de 2013      | Rio de Janeiro              | Rio de Janeiro      | Brasil         | Festa Fechada                                      |
| 6 de Julho de 2013      | Conselheiro Lafaiete        | Minas Gerais        | Brasil         | Espaço Iels                                        |
| 7 de Julho de 2013      | Volta Redonda               | Rio de Janeiro      | Brasil         | Ilha de São João (Festival da Alegria da FM o dia) |
| 8 de Julho de 2013      | Santos                      | São Paulo           | Brasil         | Liquid Love                                        |
| 11 de Julho de 2013     | São Gonçalo                 | Rio de Janeiro      | Brasil         | I9 Music                                           |
| 12 de Julho de 2013     | Vitória                     | Espírito Santo      | Brasil         | LHA Shows M.I.S.S.A.                               |
| 12 de Julho de 2013     | Cariacica                   | Espírito Santo      | Brasil         | Matrix Music Hall                                  |
| 13 de Julho de 2013     | São Paulo                   | São Paulo           | Brasil         | Via Marques                                        |
| 15 de Julho de 2013     | São Gonçalo                 | Rio de Janeiro      | Brasil         | I9 Music                                           |
| 16 de Julho de 2013     | São Paulo                   | São Paulo           | Brasil         | Royal Club                                         |
| 18 de Julho de 2013     | Brasília                    | Distrito Federal    | Brasil         | Villa Mix                                          |
| 19 de Julho de 2013     | São Luís                    | Maranhão            | Brasil         | WP Rio Poty                                        |
| 20 de Julho de 2013     | Saquarema                   | Rio de Janeiro      | Brasil         | Via Dubai                                          |
| 21 de Julho de 2013     | Rio de Janeiro              | Rio de Janeiro      | Brasil         | Pavunense Futebol Clube                            |
| 21 de Julho de 2013     | Seropédica                  | Rio de Janeiro      | Brasil         | Parque de Eventos                                  |
| 22 de Julho de 2013     | Porto Seguro                | Bahia               | Brasil         | Arena Axé Moi                                      |
| 23 de Julho de 2013     | São Paulo                   | São Paulo           | Brasil         | Royal Club                                         |
| 25 de Julho de 2013     | Rio de Janeiro              | Rio de Janeiro      | Brasil         | Olimpo                                             |
| 28 de Julho de 2013     | Rio de Janeiro              | Rio de Janeiro      | Brasil         | GRES Caprichosos de Pilares                        |
| 30 de Julho de 2013     | São Paulo                   | São Paulo           | Brasil         | Royal Club                                         |
| 31 de Julho de 2013     | Porto Alegre                | Rio Grande do Sul   | Brasil         | Provocateur                                        |
| 03 de Agosto de 2013    | Recife                      | Pernambuco          | Brasil         | Arena Pernambuco (Festa "O maior show do Mundo")   |
| 04 de Agosto de 2013    | João Pessoa                 | Paraíba             | Brasil         | Forrock                                            |
| 08 de Agosto de 2013    | Rio de Janeiro              | Rio de Janeiro      | Brasil         | Festa Fechada                                      |
| 09 de Agosto de 2013    | Juiz de Fora                | Minas Gerais        | Brasil         | La Rocca                                           |
| 10 de Agosto de 2013    | Uberlândia                  | Minas Gerais        | Brasil         | Castelli Master e Shopping Park                    |
| 11 de Agosto de 2013    | São Paulo                   | São Paulo           | Brasil         | Espaço das Américas (Rio 40 Graus)                 |
| 14 de Agosto de 2013    | Belo Horizonte              | Minas Gerais        | Brasil         | Mix Garden                                         |
| 15 de Agosto de 2013    | Joinville                   | Santa Catarina      | Brasil         | Bigbowlling                                        |
| 16 de Agosto de 2013    | Criciúma                    | Santa Catarina      | Brasil         | Germano Riggo                                      |
| 17 de Agosto de 2013    | Tubarão                     | Santa Catarina      | Brasil         | Hangar Eventos                                     |
| 18 de Agosto de 2013    | Balneário Camboriú          | Santa Catarina      | Brasil         | WS Brazil                                          |
| 23 de Agosto de 2013    | Macapá                      | Amapá               | Brasil         | Ceta Ecotel                                        |
| 24 de Agosto de 2013    | Goiânia                     | Goiás               | Brasil         | Espaço Goiás                                       |
| 25 de Agosto de 2013    | Rio de Janeiro              | Rio de Janeiro      | Brasil         | GRES Portela                                       |
| 25 de Agosto de 2013    | São João de Meriti          | Rio de Janeiro      | Brasil         | Parque de Eventos de São João de Meriti            |
| 29 de Agosto de 2013    | Rio de Janeiro              | Rio de Janeiro      | Brasil         | Via Show                                           |
| 30 de Agosto de 2013    | Niterói                     | Rio de Janeiro      | Brasil         | Espaço Cantareira                                  |
| 31 de Agosto de 2013    | Salvador                    | Bahia               | Brasil         | Café Hall                                          |
| 4 de Setembro de 2013   | Manaus                      | Amazonas            | Brasil         | Studio 5                                           |
| 6 de Setembro de 2013   | Belo Horizonte              | Minas Gerais        | Brasil         | Galopeira                                          |
| 7 de Setembro de 2013   | Guarapari                   | Espírito Santo      | Brasil         | Multiplace Mais                                    |
| 8 de Setembro de 2013   | Ribeirão Pires              | São Paulo           | Brasil         | Encasa Music Hall                                  |
| 12 de Setembro de 2013  | São Paulo                   | São Paulo           | Brasil         | Carioca Club Interlagos                            |
| 15 de Setembro de 2013  | Volta Redonda               | Rio de Janeiro      | Brasil         | Porão Hall                                         |
| 18 de Setembro de 2013  | Rio de Janeiro              | Rio de Janeiro      | Brasil         | West Show                                          |
| 19 de Setembro de 2013  | Juazeiro do Norte           | Ceará               | Brasil         | Hall                                               |
| 20 de Setembro de 2013  | Fortaleza                   | Ceará               | Brasil         | Music Fortaleza                                    |
| 21 de Setembro de 2013  | Natal                       | Rio Grande do Norte | Brasil         | Praia Devassa                                      |
| 22 de Setembro de 2013  | Aracaju                     | Sergipe             | Brasil         | Miami Hall                                         |
| 27 de Setembro de 2013  | Campina Grande              | Paraíba             | Brasil         | Via Appia Festa e Eventos                          |
| 28 de Setembro de 2013  | Conceição de Macabu         | Rio de Janeiro      | Brasil         | Club do Bosque                                     |
| América do Norte        |                             |                     | Brasil         |                                                    |
| 30 de Setembro de 2013  | Orlando                     | Flórida             | Estados Unidos | House of Blues                                     |
| 30 de Setembro de 2013  | Miami                       | Flórida             | Estados Unidos |                                                    |
| América do Sul          |                             |                     |                |                                                    |
| 4 de Outubro de 2013    | Porto Alegre                | Rio Grande do Sul   | Brasil         | Pepsi on Stage                                     |
| 5 de Outubro de 2013    | Novo Hamburgo               | Rio Grande do Sul   | Brasil         | FENAC                                              |
| 5 de Outubro de 2013    | Estrela                     | Rio Grande do Sul   | Brasil         | Lupus Land                                         |
| 6 de Outubro de 2013    | Pelotas                     | Rio Grande do Sul   | Brasil         | Centro de Eventos Fena Doce                        |
| 6 de Outubro de 2013    | Rio Grande                  | Rio Grande do Sul   | Brasil         | Sociedade Amigos do Cassino                        |
| 8 de Outubro de 2013    | São Paulo                   | São Paulo           | Brasil         | Royal Club                                         |
| 10 de Outubro de 2013   | Brasília                    | Distrito Federal    | Brasil         | Villa Mix                                          |
| 16 de Outubro de 2013   | São Paulo                   | São Paulo           | Brasil         | Villa Mix                                          |
| 17 de Outubro de 2013   | Fernandópolis               | São Paulo           | Brasil         | Bartõshow                                          |
| 18 de Outubro de 2013   | São Carlos                  | São Paulo           | Brasil         | Banana Brasil                                      |
| 19 de Outubro de 2013   | Teresópolis                 | Rio de Janeiro      | Brasil         | Club Comary                                        |
| 25 de Outubro de 2013   | Itu                         | São Paulo           | Brasil         | Anzu Club                                          |
| 26 de Outubro de 2013   | São Paulo                   | São Paulo           | Brasil         | Rosas de Ouro                                      |
| 26 de Outubro de 2013   | São Paulo                   | São Paulo           | Brasil         | Santa Aldeia                                       |
| 27 de Outubro de 2013   | Maricá                      | Rio de Janeiro      | Brasil         | Esporte Club Maricá                                |
| 31 de Outubro de 2013   | Rio de Janeiro              | Rio de Janeiro      | Brasil         | Olimpo                                             |
| 2 de Novembro de 2013   | Resplendor                  | Minas Gerais        | Brasil         | Parque de Exposições de Resplendor                 |
| 6 de Novembro de 2013   | Pouso Alegre                | Minas Gerais        | Brasil         | Hall                                               |
| 7 de Novembro de 2013   | João Monlevade              | Minas Gerais        | Brasil         | Hall                                               |
| 8 de Novembro de 2013   | Ubá                         | Minas Gerais        | Brasil         | Parque de Exposições                               |
| 9 de Novembro de 2013   | Leopoldina                  | Minas Gerais        | Brasil         | Parque de Exposições Leopoldina                    |
| 10 de Novembro de 2013  | Rio de Janeiro              | Rio de Janeiro      | Brasil         | Praça da Apoteose (Maratona Da Alegria FM O Dia)   |
| 1º de Dezembro de 2013  | Cachoeiro de Itapemirim     | Espírito Santo      | Brasil         | Unimed Hall (Shopping Sul)                         |
| 4 de Dezembro de 2013   | Ponta Grossa                | Paraná              | Brasil         | München Fest                                       |
| 5 de Dezembro de 2013   | Curitiba                    | Paraná              | Brasil         | WS Brasil                                          |
| 6 de Dezembro de 2013   | Balneário Camboriú          | Santa Catarina      | Brasil         | WS Brasil                                          |
| 7 de Dezembro de 2013   | Rio de Janeiro              | Rio de Janeiro      | Brasil         | Festa Fechada                                      |
| 8 de Dezembro de 2013   | Jandira                     | São Paulo           | Brasil         | Festa das Nações                                   |
| 12 de Dezembro de 2013  | Itaí                        | São Paulo           | Brasil         | Festa do Peão                                      |
| 14 de Dezembro de 2013  | Campo Grande                | Mato Grosso do Sul  | Brasil         | Parque do Peão                                     |
| 17 de Dezembro de 2013  | Rio de Janeiro              | Rio de Janeiro      | Brasil         | Festa Fechada                                      |
| 18 de Dezembro de 2013  | Rio de Janeiro              | Rio de Janeiro      | Brasil         | Festa Fechada                                      |
| 21 de Dezembro de 2013  | São João del-Rei            | Minas Gerais        | Brasil         | Parque de Exposições                               |
| 27 de Dezembro de 2013  | Recife                      | Pernambuco          | Brasil         | Chevrolet Hall                                     |
| 29 de Dezembro de 2013  | Rio de Janeiro              | Rio de Janeiro      | Brasil         | Marina da Glória                                   |
| 31 de Dezembro de 2013  | Maceió                      | Alagoas             | Brasil         | Praia da Jatiúca (Réveillon Absoluto)              |
| 4 de Janeiro de 2014    | Guarujá                     | São Paulo           | Brasil         | Hotel Jequitimar                                   |
| 10 de Janeiro de 2014   | Cuiabá                      | Mato Grosso         | Brasil         | Pavilhão do Parque de Exposições da ACRIMAT        |
| 14 de Janeiro de 2014   | São João da Barra           | Rio de Janeiro      | Brasil         | Canto do Meio - Atafona                            |
| 1º de Fevereiro de 2014 | Guarapari                   | Espírito Santo      | Brasil         | Multiplace mais                                    |
| 7 de Fevereiro de 2014  | Volta Redonda               | Rio de Janeiro      | Brasil         | Ginásio da PET                                     |
| 8 de Fevereiro de 2014  | Praia do Farol de São Thomé | Rio de Janeiro      | Brasil         | Boate Summer                                       |
| 9 de Fevereiro de 2014  | Itaipava                    | Rio de Janeiro      | Brasil         | Tamboatá                                           |
| 22 de Fevereiro de 2014 | São Paulo                   | São Paulo           | Brasil         | Festa Fechada                                      |
| 22 de Fevereiro de 2014 | Ubatuba                     | São Paulo           | Brasil         | Grito Folia Ubatuba                                |
| 23 de Fevereiro de 2014 | Contagem                    | Minas Gerais        | Brasil         | Cinco                                              |
| 24 de Fevereiro de 2014 | São Gonçalo                 | Rio de Janeiro      | Brasil         | I9 Music                                           |
| 26 de Fevereiro de 2014 | Chácara Santo Antônio       | São Paulo           | Brasil         | Brooks Bar                                         |
| 27 de Fevereiro de 2014 | Salvador                    | Bahia               | Brasil         | Camarote Band                                      |
| 28 de Fevereiro de 2014 | Rio de Janeiro              | Rio de Janeiro      | Brasil         | Camarote Guanabara                                 |
| 1º de Março de 2014     | Rio de Janeiro              | Rio de Janeiro      | Brasil         | Citibank Hall                                      |
| 1º de Março de 2014     | Abaeté                      | Minas Gerais        | Brasil         | Campo do Atlético                                  |
| 2 de Março de 2014      | Ouro Preto                  | Minas Gerais        | Brasil         | República Maracangalha                             |
| 3 de Março de 2014      | Muzambinho                  | Minas Gerais        | Brasil         | Parque de Exposições                               |
| 4 de Março de 2014      | Lambari                     | Minas Gerais        | Brasil         | Campo das Águas                                    |
| 5 de Março de 2014      | Florianópolis               | Santa Catarina      | Brasil         | Carnaval Skol Floripa                              |
| 5 de Abril de 2014      | Rio de Janeiro              | Rio de Janeiro      | Brasil         | Praça da Apoteose (Rio Verão Vestival)             |
| 6 de Abril de 2014      | Rio de Janeiro              | Rio de Janeiro      | Brasil         | 021                                                |
| 10 de Abril de 2014     | Curitiba                    | Paraná              | Brasil         | WS Brasil                                          |
| 11 de Abril de 2014     | Guarapuava                  | Paraná              | Brasil         | Centro de Convenções                               |
| 12 de Abril de 2014     | Rio das Ostras              | Rio de Janeiro      | Brasil         | Camping Costa Azul                                 |
| 17 de Abril de 2014     | Brasília                    | Distrito Federal    | Brasil         | Vila Mix                                           |
| 24 de Abril de 2014     | Goiania                     | Goiás               | Brasil         | CMB Fashion                                        |
| 25 de Abril de 2014     | Santa Fé                    | Goiás               | Brasil         | Hall                                               |
| 26 de Abril de 2014     | Trajano de Moraes           | Rio de Janeiro      | Brasil         | Hall                                               |
| 27 de Abril de 2014     | Rio de Janeiro              | Rio de Janeiro      | Brasil         | Rio Water Planet                                   |
| 30 de Abril de 2014     | Rio de Janeiro              | Rio de Janeiro      | Brasil         | La Isla                                            |
| 5 de Maio de 2014       | Lagoa Formosa               | Minas Gerais        | Brasil         | Parque de Exposições                               |
| 4 de Maio de 2014       | Rio de Janeiro              | Rio de Janeiro      | Brasil         | Hall                                               |
| 9 de Maio de 2014       | São Gonçalo                 | Rio de Janeiro      | Brasil         | I9 Music                                           |
| 10 de Maio de 2014      | Uberlândia                  | Minas Gerais        | Brasil         | Triangulo Music                                    |
| 11 de Maio de 2014      | Feira de Santana            | Bahia               | Brasil         | Parque de Exposições João Martins da Silva         |
| 16 de Maio de 2014      | Porto Alegre                | Rio Grande do Sul   | Brasil         | Provocateur                                        |
| 21 de Maio de 2014      | Rio de Janeiro              | Rio de Janeiro      | Brasil         | Tradição G.R.E.S.                                  |
| Europa                  |                             |                     | Brasil         |                                                    |
| 23 de Maio de 2014      | Barcelona                   | Catalunha           | Espanha        | Hall                                               |
| 24 de Maio de 2014      | Madrid                      | Madrid              | Espanha        | Hall                                               |
| América do Sul          |                             |                     |                |                                                    |
| 29 de Maio de 2014      | Conselheiro Lafaiete        | Minas Gerais        | Brasil         | Boate Inboxx                                       |
| 30 de Maio de 2014      | Belo Horizonte              | Minas Gerais        | Brasil         | Boate GIS                                          |
| 31 de Maio de 2014      | Volta Grande                | Minas Gerais        | Brasil         | Parque de Exposições de Volta Grande               |
| 01 de junho de 2014     | Barbacena                   | Minas Gerais        | Brasil         | Observa Torium                                     |
| 6 de Junho de 2014      | São Paulo                   | São Paulo           | Brasil         | Festa Fechada                                      |
| 11 de Junho de 2014     | Barra do Piraí              | Rio de Janeiro      | Brasil         | Royal                                              |
| 13 de Junho de 2014     | Patos de Minas              | Minas Gerais        | Brasil         | Parque Sebastião Alves do Nascimento               |
| Encerramento da Turnê   |                             |                     |                |                                                    |